# 오시마 히데오
오시마 히데오(일본어: 大島 秀夫, 1980년 3월 7일 ~ )는 일본의 전 축구 선수이다.

## 구단 경력
과거 요코하마 플뤼겔스, 교토 퍼플 상가, 몬테디오 야마가타, 요코하마 F. 마리노스, 알비렉스 니가타, 제프 유나이티드 지바, 콘사돌레 삿포로, 기라반츠 기타큐슈에서 활동하였다.